# Mesosemia laetifica
Mesosemia laetifica är en fjärilsart som beskrevs av Bates 1868. Mesosemia laetifica ingår i släktet Mesosemia och familjen Riodinidae. Inga underarter finns listade i Catalogue of Life.